# Snizjne
Snizjne eller Snezhnoye (ukrainsk: Сніжне; russisk: Снежное; indtil 1864 - Vasylivka - ukrainsk: Василівка) er en by i Ukraine. Sammen med byerne Shakhtarsk og Torez er den omgivet af Shakhtarsk rajon. Den østlige kant af Snizhne støder op til den administrative grænse til Luhansk oblast. Byen har en befolkning på omkring 45.966 (2021).

## Historie
Bebyggelsen  blev etableret i 1784 som et "vintersted" Vasylivka (Vasiljevka) af Donkosakkerne og var en del af Taganrog bykommune. I 1864 blev den omdøbt til Snizhne/Snezhnoye, som bogstaveligt betyder Tilsneet.
Under Krigen i Donbass blev byen holdt af separatister.
Den 15. juli 2014 ramte raketter fra et uidentificeret fly byen og ramte en boligblok og et skattekontor, hvorved mindst elleve mennesker døde og otte blev såret.
Separatisterne gav Ukraines luftvåben skylden for angrebet, men ukrainske kilder benægtede det og oplyste, at de siden hændelsen, hvor et An-26-fly blev skudt ned den 14. juli 2014, ikke har gennemført nogen flyvninger der. I stedet gav de russiske jetfly skylden.
Kampene om kontrollen med byen mellem separatisterne og den ukrainske hær brød ud den 28. juli 2014. Snizhne forblev under den effektive kontrol af den selvudråbte Donetsk Folkerepublik.

## Galleri
- Mine № 9
- Yuri Gagarin monument
- Skole №1
- Militærmuseum
- Kirke
- Monument
- Sankt Dmytro Kirke
- Vandtårn
- Sofino-Bridska jernbanestation
- Snizhne boligblokke